# Estadio Maracaná (Panamá)
El Estadio Maracaná de Panamá es un estadio multiusos que se utiliza para distintas disciplinas deportivas, principalmente para partidos de fútbol. Localizado en el corregimiento de El Chorrillo, Ciudad de Panamá, provincia de Panamá, en un área conocida como La Nueva Avenida de los Poetas (Cinta Costera III). Su capacidad es de 5 500 plazas, es el segundo estadio de fútbol más grande del país, solo por detrás del Estadio Rommel Fernández. Acoge los partidos como local del Fútbol Club Chorrillo de la Liga de Fútbol Nacional. Actualmente se encuentra clausurado a nivel profesional, en donde acogía al CD Plaza Amador y Club Deportivo del Este. Para el primer semestre de 2025, su grama será cambiada a natural y ampliada a las medidas estándar FIFA (105 x 68 Metros). 
Su primer partido luego de su reconstrucción como estadio fue un amistoso que se jugó el 11 de abril de 2014, entre las estrellas del Chorrillo Fútbol Club y los del Club Deportivo Plaza Amador, con exjugadores de la Selección de fútbol de Brasil como Bebeto, Dunga, Rivaldo y Careca.

## Historia

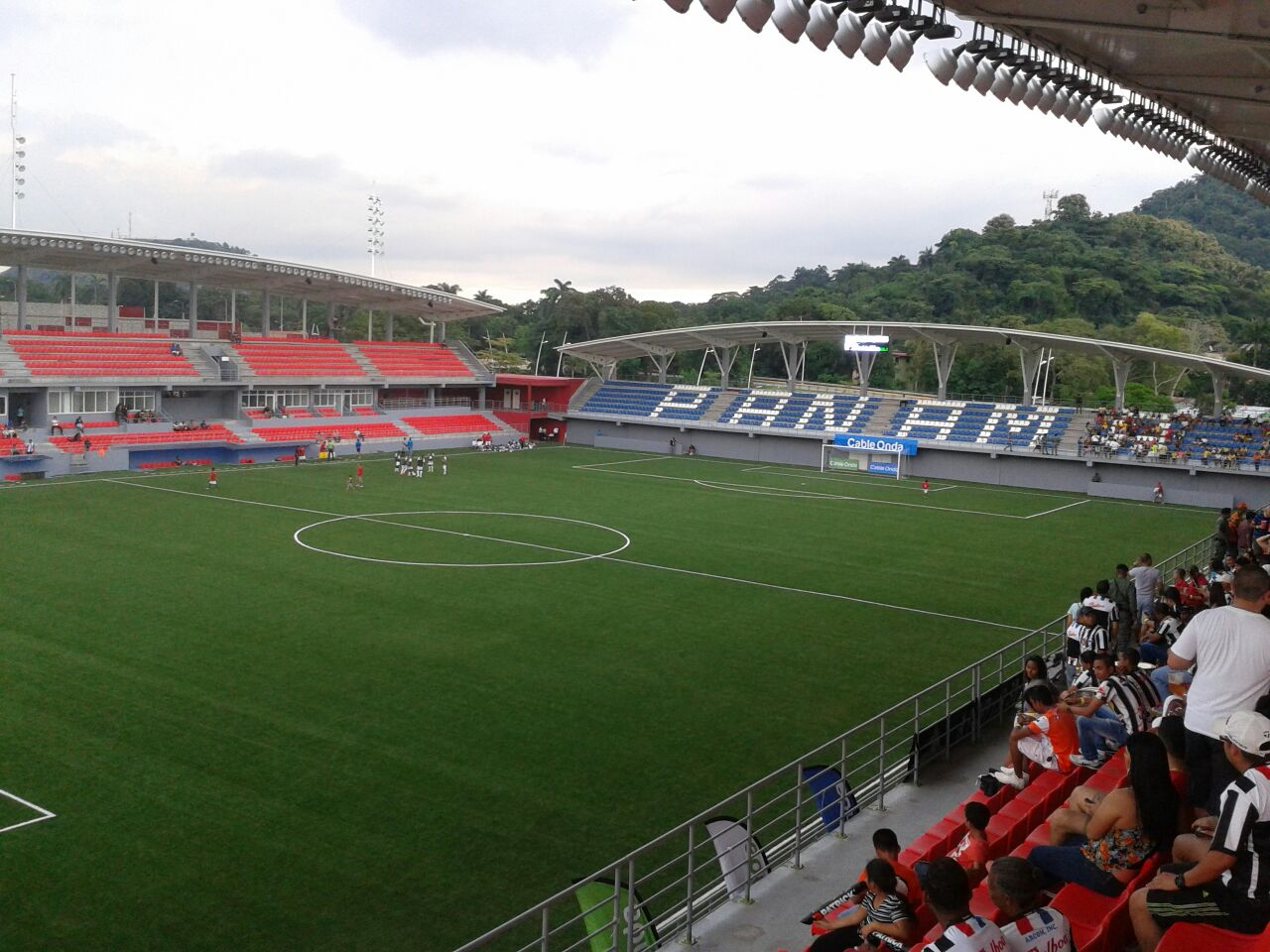
Interior del estadio.

Originalmente surgió como una cancha de fútbol sobre un relleno a inicios de la década de 1970, donde los deportistas del área denominaron Maracaná, al igual que el coloso del fútbol brasileño en Río de Janeiro.
Cabe destacar que el Maracaná colindaba con el territorio de la antigua Zona del Canal y con una punta sobre el mar denominada en aquella época ‘Thatcher’, en donde se apostaban las patrullas de la policía zoneíta que estaban acantonadas en las riberas de la vía interoceánica.
La construcción de la primera cancha deportiva fue hecha por el entonces representante de corregimiento Elías Castillo. Posteriormente la cancha adquirió importancia, se le mejoró dotando de gravilla y luego se construyó un complejo deportivo junto con el Club de Leones de Panamá, y adquirió el nombre Carlos M. Pretell. Con la extensión de la Cinta Costera hacia El Chorrillo, implicó la reconstrucción del complejo deportivo en un nuevo estadio con mayor capacidad.
La construcción del nuevo Estadio Maracaná, como complemento de la Cinta Costera fase III, tiene un moderno sistema de iluminación, amplios estacionamientos, sala de prensa, vestidores para los árbitros, los equipos visitantes y locales, baños públicos, sala de enfermería y cuartos de exámenes de antidopaje.
En este histórico acto de reinauguración, hecho el 11 de abril de 2014, se realizó un partido entre el Chorrillo FC y CD Plaza Amador, en donde participaron destacados jugadores como el dirigente chorillero Héctor Ávila e Ignacio Torres, ambos exmiembros de la Selección de fútbol de Panamá.
El primer torneo oficial que se jugó en este estadio fue Liga10, comenzando el día 24 de agosto del 2014, con el partido disputado entre el Colegio San Agustín y el Colegio Real. La primera jornada fue televisada por Cable Onda Sports. Actualmente, el estadio es la sede oficial del mismo torneo, que se realiza anualmente en dos categorías: U-18 y U-16.
El 10 de febrero de 2016 fue sede del partido amistoso entre las selecciones de Panamá y el El Salvador bajo la dirección de Hernán Darío Gómez y el mismo finalizó con victoria en el marcador de 1-0 para los locales.